# Revolución de La Noria
La Revolución de La Noria fue un movimiento político-militar dirigido por el general Porfirio Díaz en 1871 para impedir que Benito Juárez contendiera para una nueva reelección, lo que en opinión del joven general Díaz violaba la letra y el espíritu de la Constitución de 1857. El Plan fue lanzado el 8 de noviembre de 1871.
Puntos que tenía la revolución de la Noria:
"Constitución de 1857","libertad electoral" y "Menos gobierno".

«La reelección de Juárez pone en peligro las instituciones nacionales, ya que el Congreso y la Suprema Corte se convirtieron en nuevos instrumentos del Ejecutivo al igual que las autoridades de algunos estados; la ineptitud, el favoritismo y la corrupción han arruinado la prosperidad de México, las elecciones han sido sucias, por lo que el gobierno no es el legítimo representante del pueblo. Por ello, sólo con las armas puede restablecerse la Constitución de 1857, la libertad y respeto electoral y la no-reelección
Porfirio Díaz»

Más tarde tiene problemas con Sebastián Lerdo de Tejada pues él deseaba el poder. Lerdo gana, pues la Constitución establecía su derecho a la presidencia como Presidente de la Suprema Corte. Finalizado el conflicto, Porfirio Díaz se fue a vivir a su hacienda de Tlacotalpan, en Veracruz.

## Revolución
Luego del Motín de Perote de 1868, el Levantamiento en Puebla de 1868, la Rebelión en Yucatán de 1868, el Levantamiento en Sinaloa de 1868, la Revolución Antijuarista (1869-1870), el Levantamiento en Tamaulipas de 1871, el Intento de Golpe de Estado en México de 1871 y el nuevo periodo presidencial de Benito Juárez, la población en general previó que una nueva guerra civil en México estallaría pronto.
Así aconteció que el general Trinidad García de la Cadena se pronunció en Zacatecas desconociendo a Benito Juárez. El general Donato Guerra, que poco antes había combatido a los sublevados del Intento de Golpe de Estado en México de 1871, se alzó en armas; el general Jerónimo Treviño, reelecto en Nuevo León, renunció al gobierno y se pronunció en Monterrey. Ya en Sinaloa, el general Francisco Cañedo y el general Eulogio Parra se habían pronunciado antes. Por fin, el general Porfirio Díaz, a quien los rebeldes aclamaban como caudillo de la revolución se pronunció en su hacienda de la Noria, cerca de Oaxaca, lanzando el plan del mismo nombre, que proponía la suspensión del orden constitucional y convocaba una Junta de notables para reorganizar el país.
Los pronunciamientos emergieron y las guerrillas pululaban en varios Estados. En el plano político, el partido lerdista ayudaba en el Congreso y en la Prensa las propuestas rebeldes, quedando Juárez reducido a su ministerio y a pocos Estados dentro del país. No obstante, Juárez se resolvió a resistir, dictando órdenes a su ministro de Guerra, el general Ignacio Mejía, a desplegar sus fuerzas para reprimir a los sublevados, ordenando frecuentes ejecuciones a fin de sembrar el terror en los revolucionarios.[cita requerida]
Para tal motivo, se organizaron dos divisiones de tropas federales, una a las órdenes del general Sóstenes Rocha y otra a las del general Ignacio Alatorre, mismas que fueron enviadas a atacar Oaxaca. Alatorre, que se preparaba para atacar la plaza de Oaxaca luego de la Batalla de San Mateo, en la que derrotó a las fuerzas sublevadas que mandaba el general Luis Mier y Terán, tomó la plaza sin mayor inconveniente pues fue abandonada por el gobernador Felipe Díaz Mori, hermano del general, que se retiró a Tehuantepec, donde fue capturado y ejecutado por un grupo de mercenarios juchitecos, a su llegada a Puerto Ángel.
Mientras esto ocurría, la división del general Sóstenes Rocha, luego de perseguir la columna de caballería del general Porfirio Díaz, se internó en el centro de la República hasta cerca de la capital, dirigiéndose a Zacatecas, donde, durante la Batalla del Cerro de la Bufa, obtuvo la victoria sobre las fuerzas rebeldes de los generales Donato Guerra, Jerónimo Treviño y Trinidad García de la Cadena, ocupando después Durango. 
Mientras esto sucedía, el general Diódoro Corella derrotó al coronel Francisco Narváez, pronunciado de San Luis Potosí. El general Ignacio Pesqueira derrotó al general Francisco Cañedo y al general Eulogio Parra, tomando Culiacán y Trinidad García de la Cadena para después ocupar de nueva cuenta Zacatecas, hasta que poco después fue derrotado por el coronel Jacinto Ordóñez. Por si fuera poco, a fines del mes de abril, el Estado de Yucatán se adhirió al movimiento, mismo que fue reprimido por el general Vicente Mariscal. En el Estado de Guerrero, el general Vicente Jiménez, pronunciado a favor del Plan de la Noria, se hizo fuerte en las montañas, derrotando a las fuerzas federales y haciendo prisionero al general Ibarra. Jiménez resistió mucho tiempo a pesar de la gran cantidad de columnas que se enviaron para batirlo.
Ya repuestos de su derrota en la Bufa, Donato Guerra y Jerónimo Treviño, se hicieron de Monterrey y derrotaron en junio al general Diódoro Corella, sin embargo, meses más tarde el general Ignacio Revueltas recuperó la plaza, obligándolos a huir a Coahuila. Rocha, con toda su división, tomó Mazatlán luego de haberse retirado el general Manuel Márquez de León, sublevado también, que acababa de obtener un triunfo sobre Ignacio Pesqueira. A pesar de esto, a la salida de Rocha, el general Doroteo López volvió a ocupar Mazatlán a favor de los rebeldes hasta la llegada del general José Cevallos Cepeda, enviado por el Gobierno, deponiendo las armas y acogiéndose a la amnistía promulgada. Jerónimo Treviño, apoyado por Julián Quiroga, fue derrotado por el general Diódoro Corella en la Batalla de Monterrey (1872).

## Desenlace
A mediados del año de 1872, el malestar público y la campaña habían durado ya cerca de un año sin un éxito concreto. Es entonces que el presidente Juárez fallece el 18 de julio de 1872, decretándose un alto al fuego por parte de los combatientes, pues se guardó luto en toda la nación. La presidencia fue asumida por Sebastián Lerdo de Tejada, como presidente de la Suprema Corte, deponiendo las armas los rebeldes, pues su lucha no tenía ya motivo ni fundamento, y tan pronto como supieron que el poder había sido depositado, acorde a la ley, en manos del presidente de la Corte, y que este, había expedido una amnistía, se acogieron a ella.
La ley de amnistía, publicada en el Diario Oficial el 28 de julio de 1872, se concedió con limitaciones que desagradaron a los porfiristas, pues los comparaba con traidores sin devolverles sus empleos, pensiones y honores. El 13 de septiembre, Díaz publicaría un manifiesto mediante el cual pedía al gobierno que modificara la Ley de Amnistía para no se quitaran los rangos y honores militares a los pronunciados. El gobierno rechazó la propuesta. A pesar de eso, el general Díaz, salió de Tepic, donde se hallaba en el momento de la muerte de Juárez, intentando que se uniese a su lucha el general Manuel Lozada. Finalmente, se dirigió a la capital, donde se sometió al gobierno y retiró a la vida privada.